# Herbert Maeder
Herbert Maeder (Rorschach, 3 febbraio 1930 – Rehetobel, 23 gennaio 2017) è stato un fotografo, scrittore e politico svizzero.

## Biografia

Herbert Maeder in Consiglio nazionale nel 1985

Figlio di Gustav Maeder, droghiere, e di Elsa Fischer, frequentò le scuole superiori a Svitto, svolgendo un apprendistato come droghiere dal 1948 al 1952. Nel 1952 seguì corsi di fotografia presso la scuola di arti applicate di Vevey e dal 1953 lavorò in proprio come fotografo e fotoreporter. Nel 1955 sposò Hedwig Schär. Si fece un nome come autore di volumi di fotografia, dedicati in particolare alle montagne della Svizzera orientale. Oltre alla sua opera di maggior successo, Die Berge der Schweiz (1967), pubblicò fra l'altro Berge, Pferde und Basare - Afghanistan, das Land am Hindukusch (1972), Das Land Appenzell (1977) e La Greina (1995). Fu consigliere nazionale per il canton Appenzello Esterno dal 1983 al 1995, e fece parte come indipendente della frazione dell'Anello degli Indipendenti. Si impegnò per la protezione del paesaggio, in particolare attivandosi contro la piazza d'armi di Rothenturm e il progetto di costruzione di un lago artificiale nella Greina. Nel 1963 si risposò con Astrid Sigrist. Nel 1991 la biblioteca civica Vadiana e la Società di belle arti di San Gallo allestirono una retrospettiva della sua opera.